# داف هارت ديفيس
داف هارت ديفيس (بالإنجليزية: Duff Hart-Davis) هو كاتب سير وصحفي بريطاني، ولد في 3 يونيو 1936.